# Prapor, Dolj
Prapor este un sat în comuna Amărăștii de Jos din județul Dolj, Oltenia, România.

Acesta face parte din comuna Amărăștii de Jos începând cu anul 1896. 

Perimetrul satului Prapor a fost locuit din timpuri străvechi. La marginea de est a actualului sat se află o așezare daco-română din sec. II-III. Inițial, satul s-a numit Piscul Voievodului, vatra sa fiind spre sud-est de actualul sat. Sub acest nume este menționat în hrisovul din 10 februarie 1541, a lui Radu Paisie.

După nume, s-ar spune că, la origine, a fost sat domnesc. Într-un hrisov din 1574 este menționat ,,stejarul lui Prapor Prevăș’’, unul din locuitorii satului. În harta austriacă satul este menționat sub numele „Selo Prapor". După aceea, satul dispare din documente.
Se pare că după ce moșia a intrat în stăpânirea mănăstirii Brâncoveni, locuitorii s-au strămutat în alte sate, poate în Amărăști, care era cel mai apropiat.

Prin secularizarea de la 1863, moșia Prapor a trecut în proprietatea satului care o exploata, ca și stăpânirea anterioară, prin intermediul arendașilor.

În 1892, conform Legii pentru înstrăinarea bunurilor statului, moșia Prapor este vândută în loturi de câte 25 și 5 ha unor locuitori din Amărăștii de Jos și chiar din alte sate învecinate și în loturi de câte 5 ha unor însurăței. Astfel, ia naștere actualul sat, Prapor, care și-a luat numele de la moșia pe care s-a format. I s-a mai spus și Satul Nou, spre a-l deosebi de Amărăștii de Jos, căruia i se mai zicea și Satul Vechi.

Recensământul din 1912 înregistra 1011 locuitori (202 gospodării, cu 194 clădiri) și o școală primară; în anul 1930 - 1424 locuitori, 266 gospodării cu 269 locuințe; în anul 1940 - 1572 locuitori, 321 clădiri; în anul 1956 - 1684 locuitori; în anul 1977 - 1732 locuitori; în anul 1992 - 1743 locuitori. 
 Acest articol despre o localitate din județul Dolj este deocamdată un ciot. Puteți ajuta Wikipedia prin completarea lui.

1. ↑  CIVIL PROIECT CONSULT SRL. „PLAN URBANISTIC GENERAL COMUNA AMĂRĂȘTII DE JOS, JUD. DOLJ”. PRIMĂRIA COM. AMĂRĂȘTII DE JOS. Arhivat din original la 9 iunie 2017. Accesat în 18 martie 2022.